# Rivière la Pêche (Eastmain)
Pour les articles homonymes, voir Rivière la Pêche et Pêche.
La rivière la Pêche est un affluent de la rivière Eastmain laquelle s'écoule vers le sud-ouest, jusqu'au le littoral Est de la baie James. La "rivière la Pêche" coule vers l'ouest dans la municipalité de Eeyou Istchee Baie-James, dans la région administrative du Nord-du-Québec, au Québec, au Canada.

## Géographie
Les bassins versants voisins de la rivière la Pêche sont :
- côté nord : rivière Conn ;
- côté est : rivière Opinaca, lac Pikutamaw ;
- côté sud : rivière Eastmain, lac Elmer, lac Duxbury ;
- côté ouest : baie James.

La rivière la Pêche prend sa source du lac Chinuses (longueur : 2,9 km ; altitude : 168 m), situé à 3,5 km au nord du lac Duxbury, à l'ouest du ruisseau Kawawachitawichikin, du lac Kachistasakaw, du lac Pikutamaw et du lac Bernou, ainsi qu'à l'ouest d'un segment de la rivière Opinaca et du réservoir Opinaca.
La rivière la Pêche coule vers le sud-ouest, presque en parallèle à la rivière Eastmain, du côté nord. Dans son cours vers le sud-ouest, la rivière la Pêche traverse plusieurs zones de marais. Sur tout son cours, la rivière la Pêche reçoit onze tributaires de la rive nord et sept de la rive sud.
Venant du nord-est, la « rivière la Pêche » se déverse dans la rivière Eastmain, à 8,5 km à l'est du littoral de la Baie James, soit à 7,0 km à l'est du centre du village de Eastmain.

## Toponymie
Le toponyme « rivière la Pêche » a été officialisé le 5 décembre 1968 à la Commission de toponymie du Québec.